# Карло Бугатті
Карло Бугатті (італ. Carlo Bugatti; 16 лютого, 1856, Мілан, Італія — 31 березня, 1940, Мольсайм, Франція) — ключова фігура італійського дизайну меблів зламу ХІХ–ХХ ст. 

## Життєпис
Походить з родини італійських ремісників. Дід митця і батько-архітектор (Джованні Луїджі Бугатті ) працювали каменярами, різьбярами і декораторами. Перші художні навички отримав від них. Навчався в Мілані в академії Брера. А з 1875 року навчався  в Академії красних мистецтв в Парижі. Позиціонував себе архітектором, хоча будівельної активності митця не зафіксовано. 
Практично життя і творчість митця проходили то в Італії, то у Франції. 1880 року він заснував меблярну майстерню в Мілані, а її відділок відкрив у Франції. Перше світове визнання прийшло до Карло Бугатті в 1888 році. 
Працював дизайнером ювелірних виробів і музичних інструментів. Брав участь у декількох міжнародних виставках як виробник меблів, серед яких виставки в Мілані (1888 року) і Лондоні, потім в Амстердамі та Антверпені. Авторитет дизайнера та виробника екстравагантних меблів він довів і на Всесвітній виставці 1900 року в Парижі та 1902 року в Турині. Сенсацію 1902 року на виставці в Турині викликав дамський письмовий стіл роботи Карло Бугатті з деревини і покриттям пергаментом на стулкою міді. Майстер відійшов від справ лише 1935 року, за п'ять років до смерті.

## Художня манера
Карло Бугатті виробив оригінальний і екстравагантний меблевий стиль, котрий лише хронологічно збігався зі стилем модерн (Сецесія). Він мало використовував конструктивні засоби або ігнорував їх. В меблях його дизайну активно використовувалась асиметрія та псевдоарабські, псевдомарокканські мотиви.
Надавав перевагу декору, іноді перебільшуючи його значення  до пістрявості — заради парадності і ефектності. Саме незвичний декор і впадав у око при оглядах меблів його роботи. Карло Бугатті не цурався екзотичних матеріалів і дещо незвичної сировини, серед якої були пергамент, екзотичні породи деревини, слонова кістка, кольорова кераміка, мідь, срібло, перламутр, текстиль з китицями тощо. 

## Родина
Дружина митця — Тереза Лоріолі. Подружжя мало синів. Рембрандт Бугатті став скульптором (покінчив життя самогубством 1916 року). Другий син, Етторе Бугатті, був задіяний в автомобільній 
промисловості, третій — Деніс Бугатті. 
Сестра митця була дружиною італійського художника Джованні Сегантіні.

## Галерея меблів

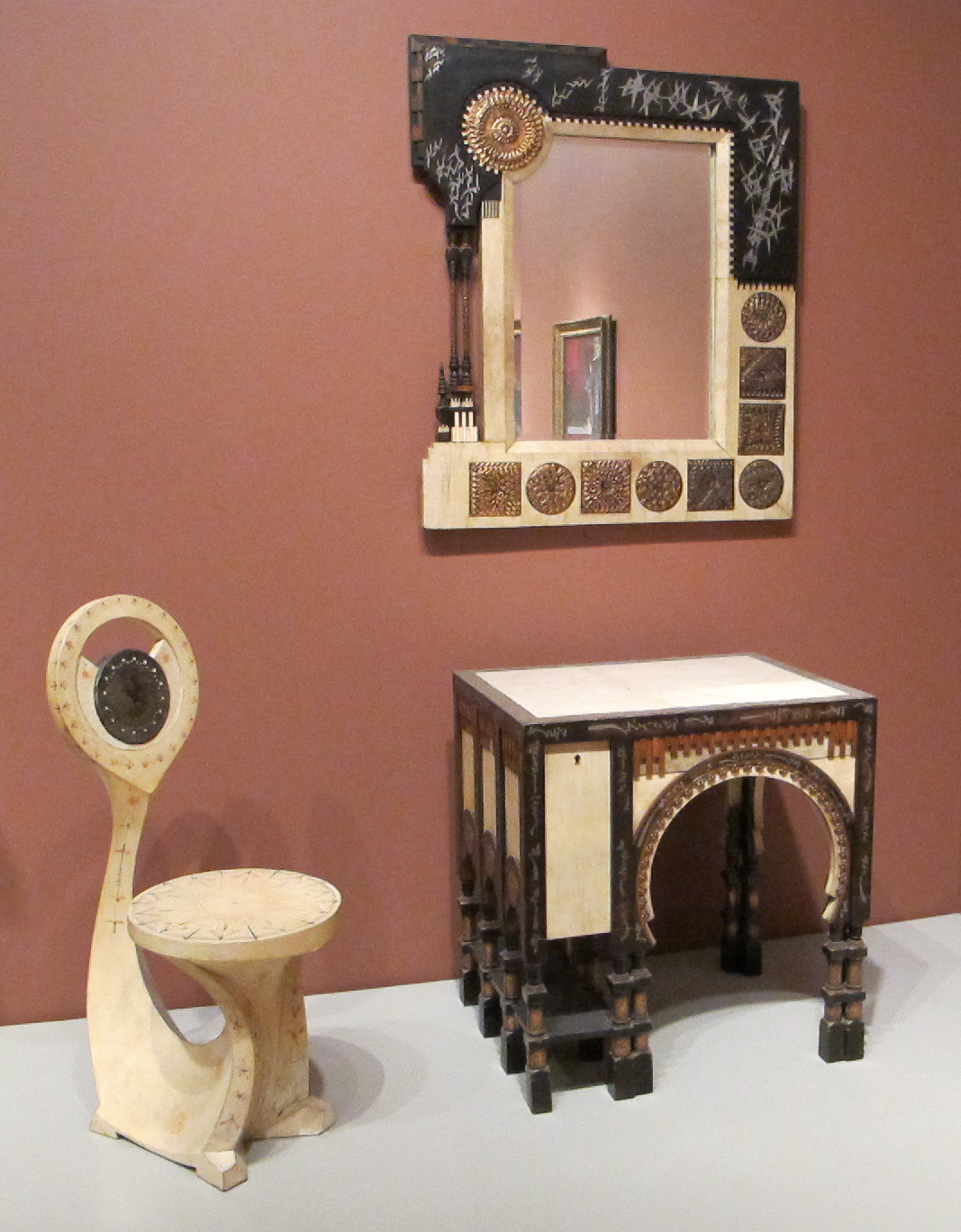
Дизайнер Карло Бугатті. Художній інститут Чикаго, США.